# Діана Гольбі
Діана Гольбі (івр.івр. דיאנה גולבידיאנה גולביівр. דיאנה גולבי); ім'я при народженні Діана Ігорівна Голованова (нар. 16 січня 1992, Москва) — ізраїльська співачка російського походження, переможниця 8-го сезону ізраїльського реаліті-шоу «Кохав нолад» та лідер рок-гурту «А-Руссим».

## Біографія
Діана разом з батьками переїхала до Ізраїлю у віці 4 роки та оселилась в місті Холон. З дитинства вона цікавилась співами, вивчала акторську майстерність у театральній студії в США, а у 12-річному віці виступила в Петербурзі. Її батько Ігор Голованов працював тренером жіночої футбольної команди в місті Петах-Тиква, тому футбол став ще одним захопленням Діани. У 2008 році вона створила свою рок-групу «А-Руссо» (івр. הרוסיםהרוסיםівр. הרוסים), назва якої є грою слів, що означає «російські» та «зруйновані» (всі члени групи - уродженці Росії або колишніх радянських республік).
У 2010 році Діана Гольбі виступила у 8-му сезоні телешоу «Кохав Нолад», вразивши суддів, і здобула перемогу в шоу: 4 вересня 2010 року за підсумками голосування телеглядачів вона набрала 53% голосів, перемігши у фіналі Ідана Амеді. Як переможниця вона заробила приз у 240 тисяч шекелів і контракт на запис альбому від продюсера Луїса Лахава. У 2017 році Діана виступила в ще одному телешоу «Rising Star», в 4-му сезоні, який став відбором на Євробачення-2017. Вона набрала 95% голосів, дебютувавши 2 січня 2017 року на шоу з піснею «Alive» співачки Сіа, але посіла підсумкове 2-е місце (перемогу здобув Імрі Зів).

## Дискографія
- 2010 — Діана Голбі — щасливі моменти (דיאנה גולבי - הרגעים הגדולים)
- 2013 — Щастя (אושר)
- 2015 — Sins Diana Golbi